# 駒田泰土
驹田 泰土（こまだ やすと、1969年—）是日本的法学家。专攻知识产权法。上智大学法学部・上智大学法科大学院兼任准教授。

## 生平
埼玉縣熊谷市出身。筑波大学大学院社会科学研究科法学专业毕业。博士（法学）筑波大学。2001年担任東京大学社会情報研究所（現情報学環）助手。2002年担任群馬大学社会情報学部専任講師。2004年担任上智大学法学部准教授。偏向从国际视点研究知识产权。在所属之上智大学内教授知识产权法外，作为临时讲师，也在其他大学教授国际私法以及国际法。
对2ch的AA（ASCII艺术）以及YouTube等造诣颇深，课堂讲义中所用Microsoft PowerPoint图像中亦常有モナー（2CH的代表角色）登场、作为御宅族教授而出名。同时也是滑板车的爱好者。喜欢的犬种为日本柴犬。